# Форли
Форли (итал. Forlì) је познати град у Италији. Форли је значајан град покрајине Емилије-Ромање у северном делу државе и главни град Округа Форли-Ћезена.

## Географија
Форли се налази на прелазу из средишње ка северној Италији. Од престонице Рима град је удаљен 350 км северно, а од Болоње 70 км југоисточно.

### Рељеф
Форли се развио у југоисточном ободу Падске низије. Град је у равничарском подручју, али се крајње северне планине Апенина налазе релативно близу града - 20 км јужно. Јадран се такође не налази далеко - 20 км источно од града. Град се простире на висини од 34 m.

### Клима
Клима у Форлију је измењено средоземна клима са приметним утицајем са умерено континеталне из унутрашњости. Стога је у лето веома топло, а зими је снег честа појава и веома је хладно у односу на већи део Италије јужно.
| Клима (Форли)            | Клима (Форли) | Клима (Форли) | Клима (Форли) | Клима (Форли) | Клима (Форли) | Клима (Форли) | Клима (Форли) | Клима (Форли) | Клима (Форли) | Клима (Форли) | Клима (Форли) | Клима (Форли) | Клима (Форли) |
| Показатељ \ Месец        | .Јан.         | .Феб.         | .Мар.         | .Апр.         | .Мај.         | .Јун.         | .Јул.         | .Авг.         | .Сеп.         | .Окт.         | .Нов.         | .Дец.         | .Год.         |
| ------------------------ | ------------- | ------------- | ------------- | ------------- | ------------- | ------------- | ------------- | ------------- | ------------- | ------------- | ------------- | ------------- | ------------- |
| Средњи максимум, °C (°F) | 5,4 (41,7)    | 8,2 (46,8)    | 13,0 (55,4)   | 17,2 (63)     | 22,3 (72,1)   | 26,6 (79,9)   | 29,2 (84,6)   | 28,4 (83,1)   | 24,6 (76,3)   | 18,4 (65,1)   | 11,4 (52,5)   | 6,5 (43,7)    | 29,2 (84,6)   |
| Средњи минимум, °C (°F)  | 0,8 (33,4)    | 2,7 (36,9)    | 6,2 (43,2)    | 9,5 (49,1)    | 13,9 (57)     | 17,7 (63,9)   | 20,2 (68,4)   | 19,9 (67,8)   | 16,7 (62,1)   | 11,9 (53,4)   | 6,5 (43,7)    | 2,0 (35,6)    | 0,8 (33,4)    |
| [ тражи се извор ]       |               |               |               |               |               |               |               |               |               |               |               |               |               |

### Воде
Кроз Форли не протиче ниједан значајнији водоток, али река Монтоне протиче близу града.

## Историја
Иако је подручје Форлија било насељено још у време праисторије, прави развој насеља започиње доласком Римљана и грађене пута Емилија у 2. веку п. н. е. Град је тада добио име „Форум Ливији“ (Forum Livii). Град је био познат као пољопривредно средиште.
Падом Западног римског царства и честим упадима варвара Форли веома назадује и смањује се на симболичну величину у односу на претходне векове. Град се није опоравио ни у следећим вековима често мењајући господаре. Град је прво био под Готима, потом под Византинцима (Равенски егзархат), потом под Францима.
1241. године Форли са околином се осамостаљује у посебно војводство под заштитом Папе. Међутим, ова заштита није била потпуна па се у следећа два-три века дешава низ ратова, криза и окршаја у граду и околини. Крајем 15. века у граду се утврђује власт Папске државе.
1796. године град освајају Французи на челу са Наполеоном. Међутим, 1815. године град пада под власт Аустријанаца. Коначно, 1860. године град се прикључује новооснованој Италији. Кроз 20. век град је прошао релативно безболно.

## Становништво
Према резултатима пописа становништва 2011. у општини је живело 116.434 становника.
| 1931.  | 1936.  | 1951.  | 1961.  | 1971.   | 1981.   | 1991.   | 2001.   | 2011.   |
| ------ | ------ | ------ | ------ | ------- | ------- | ------- | ------- | ------- |
| 60.140 | 65.683 | 77.508 | 91.945 | 104.971 | 110.806 | 109.541 | 108.335 | 116.434 |

2008. године. Форли је имао преко 115.000 становника, 3 пута више као на почетку 20. века.
Град данас има значајан удео имигрантског становништва, досељеника из свих крајева свега (10% градског становништва).

## Главне знаменитости
Форли има добро очувано старо градско језгро. Ту се налази више тргова, низ цркава, палата и градских здања. Међутим, близина много познатијих и туристички препознатљивијих градова, попут Болоње, Равене или Риминија, смањује значај градских знаменитости.

## Привреда
Форли је велико индустријско средиште у коме је јако развијена прехрамбена индустрија, ослоњена на околно равничарско и веома плодно пољопривредно подручје.

## Партнерски градови
- Авеиро
- Бурж
- Питерборо
- Солнок
- Плоцк
- Чичестер
- Фођа
- Тројан
- Калињинград

## Галерија
- Катедрала у Форлију
- Палата Сафи
- Споменик Кадутију
- Градска већница